# 都市景観100選
都市景観100選（としけいかんひゃくせん）とは、国土交通省、都市景観大賞審査委員会が、1991年から2000年にかけて日本全国から選定した全国の高いデザイン水準を持つ100の街である。

## 概説
1990年（平成2年）、当時の建設省は、都市景観に対する国民の意識啓発を目的として、毎年10月4日を「都市景観の日」と定めた。この日を選んだのは、「都市美（10月4日）」という語呂合わせに由来するという。良好な都市景観を育むため、互いに協力しあい、工夫をこらした意欲的な実践に、ともに取り組むことを広く呼びかけるために、都市景観の日実行委員会が編成された。翌年1991年（平成3年）より、都市空間の構成並びに意匠についての総合的な工夫、配慮及びその結果作られている都市空間のデザインに着目し、総体としての都市環境が優れた地区並びに高い水準の都市空間デザインが行われている地区に対する「都市景観大賞」を表彰することとなった。大賞10件は建設大臣賞として表彰を受けた。100選を選出する企画へと拡大したのは2年目からであったことが、実行委員会が2002年に出版した「日本の都市景観100選」（ISBN 4874607187）あとがきに示唆されている。
選定の対象となるのは、特定の都市区画における統一された都市計画である。たとえば、平成10年度大賞のひとつ「大阪城周辺地区」とは、大阪市の象徴といえる大阪城に対する「平成の大修理」による大阪城の復元と大阪城公園の利便性向上を評価したものであり、隣接するとはいえ別個の都市計画である大阪ビジネスパークの構築事業は評価の対象ではない。逆に、平成6年度大賞の「リバーピア吾妻橋周辺地区」は、アサヒビール吾妻橋工場跡地の再開発として、アサヒビール本社移転事業に加え、墨田区の墨田区役所新庁舎建設・墨田公園再整備と住宅・都市整備公団のリバーピア吾妻橋ライフタワー建設が加わった相乗り都市計画として一括して受賞している。平成3年大賞の「真締川周辺地区」とは、宇部市中心部を貫流する真締川親水公園の整備にとどまらず、両岸に広がる市街地の区画整理・再整備事業を含んだ総合計画をすべて含んでいる。中には過去の整備計画を評価したものもあり、平成11年度大賞の「平和記念公園及び平和大通り周辺地区」は、平和記念公園開園50周年を記念した受賞である。
大賞を受賞した100地区はバラエティに富んでおり、新規宅地開発（あすみが丘・向陽台・ナシオン等）、ウォーターフロント開発（お台場、名古屋ガーデン埠頭、神戸ハーバーランド等）、首都機能分散拠点開発（筑波研究学園都市・みなとみらい21等）、ビル再開発（リバーピア吾妻橋、恵比寿ガーデンプレイス等）、スプロール現象予防のための副都心形成（港北ニュータウン・新百合ヶ丘等）、市街地文教地区の形成（京都岡崎公園周辺・金沢城周辺等）・郊外文教地区の形成（酒田市飯盛山公園・長岡市千秋が原等）、緑地帯形成による都市化抑止（帯広の森・大津湖岸なぎさ公園等）、風致・歴史都市公園の整備（岐阜公園・奈良公園等）、道路整備・街区整備（仙台青葉通り・大阪御堂筋等）、伝統的町並みの維持（中近世の町割りを維持している今井町・川越・知覧など、明治～戦前に開発された函館・横浜・神戸・長崎・田園調布・盆栽町等）、それぞれが特徴を持つ。また、選定する地区の計画に対する選定委員会の評価も多彩で、「城跡の活用」という共通点を持ちながらも、日本初の木造天守の復元を達成した上に、大手筋の民家商店の外装を江戸時代風に統一して「城下町の復元」に成功した掛川市と、それと正反対に「城跡のイメージの払拭」を指向し、城の復元は現存遺構の移設に留め、高層の市庁舎ビルと公園広場の新設を実施した高崎市の双方とも大賞を授賞している。
一方で、リバーピア吾妻橋のビル群は、正面から姿を見せつけられる浅草の住人にすこぶる評判が悪く、好意的に受け入れられるまで数年の時間が必要だった。平成12年度にリゾート法適用第1号の開発地区であるフェニックスリゾートが含まれる「一ツ葉リゾート地区」が大賞を受賞したが、翌年には運営会社である宮崎シーガイアが会社更生法の適用を受けて破綻した。時間の経過とともに、伝統的町並みの高齢化・空家率の上昇、郊外ニュータウンからの都心回帰・少子高齢化、中核商業施設の撤退、郊外大規模店舗の躍進と都心商店街の衰退、箱物行政への批判など、全国の都市が抱える諸問題を大賞受賞地区も抱えるようになっている。
「都市景観大賞」10回分を重ねた「都市景観100選」の選出が終了した2001年度（平成13年度）からは、景観保全団体への表彰を含めた「美しいまちなみ賞」に形式を変えて「都市景観大賞」は継続している。100選に選ばれた地区も「美しいまちなみ賞」候補に入っており、今井町・倉敷・新浦安・函館などが再受賞している。特に平成22年に大賞を受賞した倉敷は、平成11年度大賞「倉敷駅周辺地区」選出の鍵となったチボリ公園が平成20年に閉園に追い込まれ、倉敷駅北口の再開発に失敗したものと見なされていた中での受賞で、平行して進めていた南口から美観地区への誘導改良、地下電線化等の美観向上事業が再評価されることとなり、面目を保った。さらに平成23年度からは、都市計画を評価する「都市空間部門」と保全活動を評価する「景観まちづくり活動・教育部門」の二本立てとなり、継続している。

## 都市景観100選 選定都市一覧

### 1991年度（平成3年）
- 大通地区（北海道札幌市）
- 函館市西部地区（北海道函館市）
- 仙台駅周辺地区（宮城県仙台市）
- 葛西沖地区（東京都江戸川区）
- 田園調布地区（東京都大田区）
- 関内周辺地区（神奈川県横浜市）
- 岡崎公園周辺地区（京都府京都市）
- 姫路城周辺地区（兵庫県姫路市）
- 呉市都心周辺地区（広島県呉市）
- 真締川周辺地区（山口県宇部市）

### 1992年度（平成4年）
- 盛岡城址・中津川周辺地区（岩手県盛岡市）
- 千葉市土気南地区（千葉県千葉市）
- 金沢シーサイドタウン住宅地区（神奈川県横浜市）
- 大垣駅周辺地区（岐阜県大垣市）
- 岐阜公園周辺地区（岐阜県岐阜市）
- 静清地区（静岡県清水市〈現・静岡市〉）
- 旧居留地地区（兵庫県神戸市）
- 福山市鞆地区（広島県福山市）
- 松江城周辺地区（島根県松江市）
- 東山手地区・南山手地区景観形成地区（長崎県長崎市）

### 1993年度（平成5年）
- 帯広の森地区（北海道帯広市）
- 筑波研究学園都市都心地区（茨城県つくば市）
- 山手地区（神奈川県横浜市）
- 若宮大路周辺地区（神奈川県鎌倉市）
- 久屋大通地区（愛知県名古屋市）
- 御堂筋沿道地区（大阪府大阪市）
- 神戸ハーバーランド地区（兵庫県神戸市）
- 奈良公園地区（奈良県奈良市）
- 柳川城堀地区（福岡県柳川市）
- 臼杵地区（大分県臼杵市）

### 1994年度（平成6年）
- 花巻駅周辺地区（岩手県花巻市）
- 内町地区（秋田県角館町〈現・仙北市〉）
- 足利学校・鑁阿寺周辺地区（栃木県足利市）
- 駅前・歴史文化ゾーン地区（長野県小布施町）
- 創造の丘ナシオン地区（兵庫県西宮市）
- 今井地区（奈良県橿原市）
- 津和野町後田地区（島根県津和野町）
- 萩市堀内地区（山口県萩市）
- 脇町市街地景観形成地区（徳島県脇町〈現・美馬市〉）
- 上郡地区（鹿児島県知覧町〈現・南九州市〉）

### 1995年度（平成7年）
- 金山地区（山形県金山町）
- 栃木市歴史的町並み景観形成地区（栃木県栃木市）
- 新浦安駅周辺地区（千葉県浦安市）
- ファインヒルいなぎ向陽台地区（東京都稲城市）
- 恵比寿ガーデンプレイス地区（東京都渋谷区）
- 掛川城天守閣・城下町風街づくり地区（静岡県掛川市）
- 大津湖岸なぎさ公園地区（滋賀県大津市）
- 広島市中央公園地区（広島県広島市）
- 下松タウンセンター周辺地区（山口県下松市）
- 高松中央通りプロムナード周辺地区（香川県高松市）

### 1996年度（平成8年）
- 小樽運河とその周辺地区（北海道小樽市）
- 千葉ニュータウン都心ビジネスモール地区（千葉県印西市）
- リバーピア吾妻橋周辺地区（東京都墨田区）
- 県庁・市役所周辺地区（富山県富山市）
- 兼六園周辺文化ゾーン地区（石川県金沢市）
- 沼津御用邸記念公園周辺地区（静岡県沼津市）
- 奈良町地区（奈良県奈良市）
- 福山城周辺地区（広島県福山市）
- 高知市中心市街地区（高知県高知市）
- シーサイドももち地区（福岡県福岡市）

### 1997年度（平成9年）
- 中歌・姥神周辺地区 （北海道江差町）
- いわきニュータウン中央台鹿島地区（福島県いわき市）
- 盆栽町地区（埼玉県大宮市（現さいたま市））
- 高坂丘陵ニュータウン（高坂ニュータウン）地区（埼玉県東松山市）
- みなとみらい21地区（神奈川県横浜市）
- 千秋が原地区（新潟県長岡市）
- 伊賀上野城周辺地区（三重県上野市〈現・伊賀市〉）
- 大野城下町地区（福井県大野市）
- 坂越地区（兵庫県赤穂市）
- 山手地区（広島県尾道市）

### 1998年度（平成10年）
- 泉パークタウン地区（宮城県仙台市）
- 飯森山地区（山形県酒田市）
- 高崎城址地区（群馬県高崎市）
- 港北ニュータウン・タウンセンター地区（神奈川県横浜市）
- 新百合ヶ丘駅周辺地区（神奈川県川崎市）
- 高山市景観町並保存地区（岐阜県高山市）
- 名古屋港ガーデンふ頭周辺地区（愛知県名古屋市）
- 大阪城周辺地区（大阪府大阪市）
- パークロード周辺地区（山口県山口市）
- 門司港レトロ地区（福岡県北九州市）

### 1999年度（平成11年）
- 鶴ヶ城周辺地区（福島県会津若松市）
- 偕楽園公園地区（茨城県水戸市）
- 臨海副都心（レインボータウン）地区（東京都港区、品川区、江東区）
- 郡上八幡地区（岐阜県八幡町〈現・郡上市〉）
- 鳥取新都市若葉台地区（鳥取県鳥取市）
- 皆生温泉周辺地区（鳥取県米子市）
- 倉敷駅周辺地区（岡山県倉敷市）
- 平和記念公園及び平和大通り周辺地区（広島県広島市）
- 熊本城周辺地区（熊本県熊本市）
- 首里城周辺地区（沖縄県那覇市）

### 2000年度（平成12年）
- 駅前地区（青森県弘前市）
- 二社一寺・田母沢御用邸周辺地区（栃木県日光市）
- 川越歴史的町並み地区（埼玉県川越市）
- 横須賀港周辺地区（神奈川県横須賀市）
- 松本城周辺市街地地区（長野県松本市）
- 犬山城下町木曽川河畔地区（愛知県犬山市）
- 関西文化学術研究都市「精華・西木津」地区（京都府木津川市、精華町）
- 竹原の町並地区（広島県竹原市）
- 中島川・寺町地区（長崎県長崎市）
- 一ツ葉リゾート地区（宮崎県宮崎市）

## 美しいまちなみ賞
2001年度（平成13年度）からは「都市景観100選」の後を受けてより、「美しいまちなみ賞」が実施されている。

## 関連記事
- 百選